# Куксіна
Куксіна (ест. Kuksina), також Куксінна, Кукшіна, Кукшіно, Кукшінова, Канні — село в Естонії, входить до складу волості Меремяе, повіту Вирумаа.